# Haruki Toyama
Haruki Toyama (japanisch 遠山 悠希 Toyama Haruki; * 6. November 2003 in der Präfektur Kyōto) ist ein japanischer Fußballspieler.

## Karriere
Haruki Toyama erlernte das Fußballspielen in der Jugendmannschaft von Kyōto Sanga. Seinen ersten Profivertrag unterschrieb er am 1. Februar 2022 bei Azul Claro Numazu. Der Verein aus Numazu, einer Stadt in der Präfektur Shizuoka auf Honshū, spielt in der dritten japanischen Liga. Sein Drittligadebüt gab Haruki Toyama am 12. März 2022 (1. Spieltag) im Auswärtsspiel gegen den SC Sagamihara. Hier wurde er in der 74. Minute für Takuya Sugai eingewechselt. Der SC Sagamihara gewann das Spiel durch ein Tor von Yūan Matsuhashi mit 1:0.